# Masyaf
Masyaf (Arabisch مصياف) is een stad in Syrië gevestigd in het Hama gouvernement.

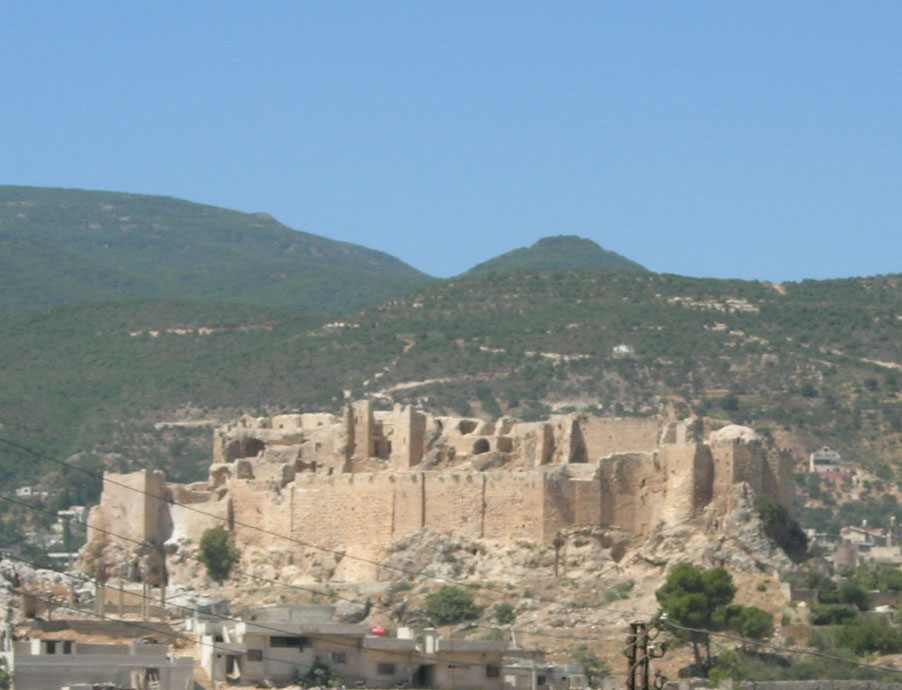
Het kasteel in Masyaf

Masyaf is het meest bekend van zijn grote middeleeuwse kasteel.

## Trivia
De stad en het kasteel spelen een prominente rol in de videospellen Assassin's Creed en Assassin's Creed: Revelations, waar het de thuisbasis vormt van een van de twee of drie speelbare karakters in het spel.